# 灌丛条果芥
灌丛条果芥（学名：Parrya fruticulosa），为十字花科条果芥属下的一个植物种。